# Dream (nhóm nhạc Nhật Bản)
Dream là một nhóm nhạc nữ gồm 6 thành viên đến từ Nhật Bản. Từ năm 2000-2007, tên của nhóm là dream & gồm 3 thành viên. 2007-2008, họ đổi tên thành DRM. Và cho đến ngày 22 tháng 7 năm nay, họ chính thức có cái tên mới: Dream.

## Thành viên
- dream 01 * Matsumuro Mai (rời nhóm từ ngày 22 tháng 6 năm 2002)
- dream 02 * Ai Risa (rời nhóm từ tháng 3- 2004)
- dream 03 * Abe Erie
- dream 04 * Takamoto Aya
- dream 05 * Nakashima Ami
- dream 06 * Nishida Shizuka
- dream 07 * Tachibana Kana
- dream 08 * Hasebe Yu (rời nhóm từ ngày 22-7-2008)
- dream 09 * Yamamoto Sayaka